# شاديرتون
شاديرتون (بالإنجليزية: Chadderton)‏ (يبلغ عدد السكان 34,818)، هي مدينة تقع داخل المنطقة الإدارية متروبوليتان في أولدهام [الإنجليزية]، في مانشستر الكبرى، إنجلترا. تقع على طول مجرى نهر إرك [الإنجليزية] وقناة روتشديل [الإنجليزية]، على أرض متموجة في سفوح جبال بينينز، على بعد ميل واحد (1.6 كم) غرب أولدهام، 4.5 ميل (7.2 كم) جنوب روتشديل و6 أميال (9.7 كم) شمال شرق مدينة مانشستر.

## أعلام
- مالكوم هيلتون
- جيمي تومسون
- هاري تشادويك
- تومي بيل
- ويليام أش
- فرانك لورد
- ديفيد بلات
- هاري مورتون

## روابط خارجية
- www.chadderton-hs.freeuk.com Website of the Chadderton Historical Society.
- www.genuki.org.uk, the جينوكي  [لغات أخرى]‏ page for Chadderton Township.